# Neochromaphis
Neochromaphis  (лат.) — род тлей из подсемейства Calaphidinae (Panaphidini,  Panaphidina). 2 вида. Восточная Азия (Китай, Корея, Япония). Длина 1,6—2,2 мм. Питаются на грабе (вид Neochromaphis carpinicola) и орешнике (вид Neochromaphis coryli). Для N. coryli известен диплоидный набор хромосом 2n=18 (Chen & Zhang 1985b).
.
- Neochromaphis carpinicola — Япония typus
- Neochromaphis coryli Takahashi, 1961 — Китай, Корея, Япония